# Dino Sani
Dino Sani (São Paulo, 23 de mayo de 1932) es un exfutbolista y entrenador brasileño. Se desempeñaba en el puesto de mediocampista.
Con sus robos de balones y sus pases precisos, fue uno de los más grandes centrocampistas defensivos de la historia de São Paulo y Milán . Se destacó por su habilidad con el balón en los pies, técnica, inteligencia en los pases y creatividad en la preparación de jugadas.

## Trayectoria

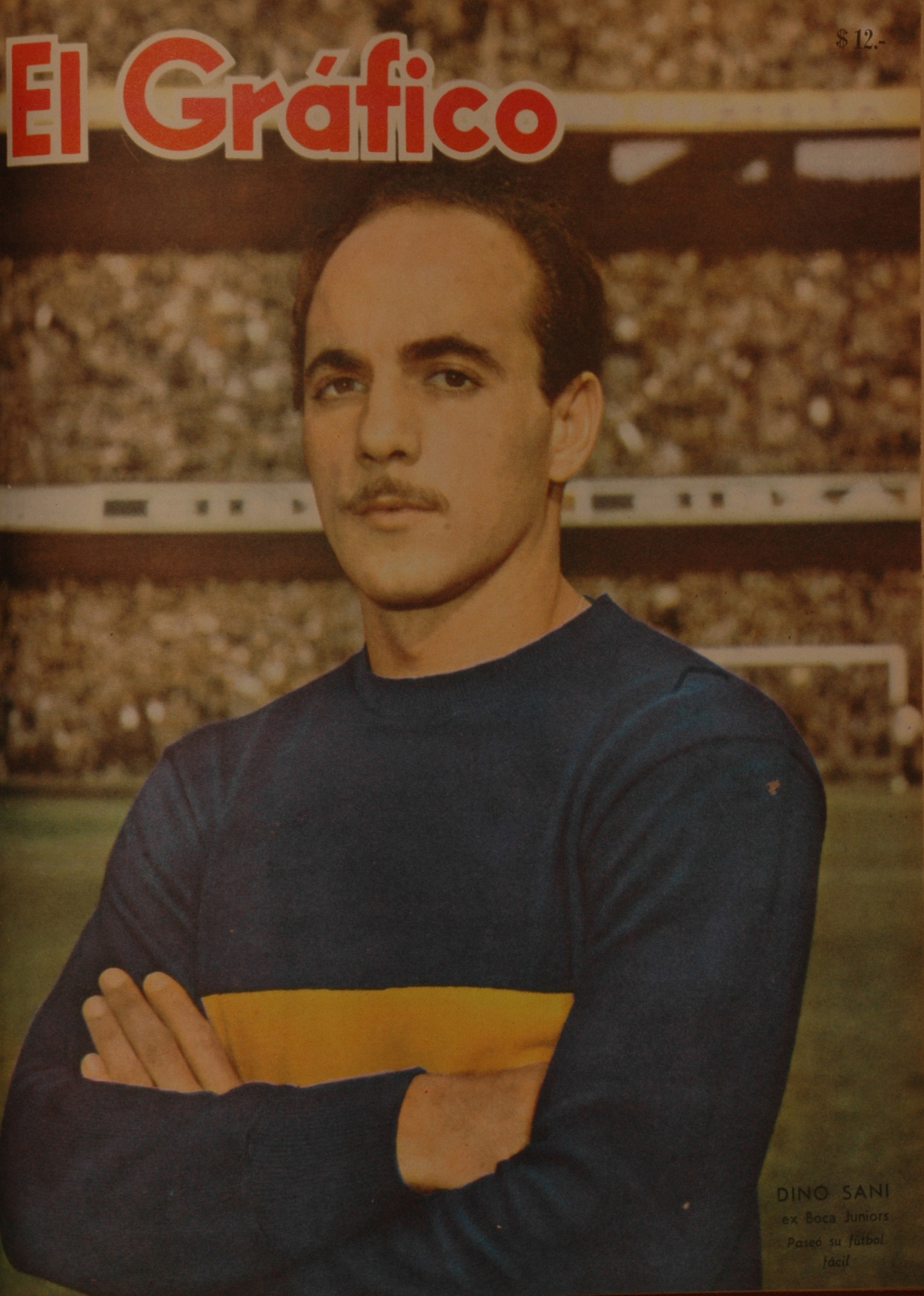
Dino Sani con Boca en 1961.

Surgió de São Paulo FC, donde comenzó su carrera, primero como delantero y finalmente como volante, puesto en el que terminaría consagrándose. Se consagró campeón en la Copa Mundial de Suecia 1958 con su selección. En el certamen mundialista comenzó como titular, pero fue reemplazado por Zito después de que se lesionara en la víspera del partido contra la Unión Soviética. Luego pasó, en 1961, a jugar a Boca Juniors, donde tuvo pocas chances de mostrar sus buenas condiciones, jugando 14 partidos en los que marcó 4 goles.
Luego de su paso por Boca fue transferido al Milan, donde consiguió el scudetto de la temporada 1961-62 y la Liga de Campeones de la UEFA de 1962-63. Terminó su carrera futbolística en Corinthians.
Como entrenador dirigió a Peñarol, Internacional de Porto Alegre, Boca Juniors, y, en México, al Puebla F.C en la temporada 1980-81, entre otros.

## Vida personal
Al cumplir 75 años, fue homenajeado por un programa especial de la serie Grandes Momentos do Esporte , en TV Cultura . En su 79 cumpleaños, recibió una caricatura estilizada como regalo.

## Palmarés

### Como jugador

#### Torneos regionales
| Título               | Club           | Estado/s                   | Año  |
| -------------------- | -------------- | -------------------------- | ---- |
| Campeonato Paulista  | SE Palmeiras   | São Paulo                  | 1950 |
| Campeonato Paulista  | São Paulo FC   | São Paulo                  | 1957 |
| Torneo Río-São Paulo | SC Corinthians | Río de Janeiro - São Paulo | 1966 |

#### Torneos nacionales
| Título  | Club     | País   | Año     |
| ------- | -------- | ------ | ------- |
| Serie A | AC Milan | Italia | 1961-62 |

#### Torneos internacionales
| Título                       | Club                | Sede    | Año     |
| ---------------------------- | ------------------- | ------- | ------- |
| Copa Mundial de Fútbol       | Selección de Brasil | Suecia  | 1958    |
| Liga de Campeones de la UEFA | AC Milan            | Londres | 1962-63 |

### Como entrenador

#### Torneos regionales
| Título            | Club             | Estado             | Año  |
| ----------------- | ---------------- | ------------------ | ---- |
| Campeonato Gaúcho | SC Internacional | Río Grande del Sur | 1971 |
| Campeonato Gaúcho | SC Internacional | Río Grande del Sur | 1972 |
| Campeonato Gaúcho | SC Internacional | Río Grande del Sur | 1973 |

#### Torneos nacionales
| Título              | Club    | País    | Año  |
| ------------------- | ------- | ------- | ---- |
| Campeonato Uruguayo | Peñarol | Uruguay | 1978 |
| Campeonato Uruguayo | Peñarol | Uruguay | 1979 |